# Marcel-Bezençon-Preis
Der Marcel-Bezençon-Preis ist nach Marcel Bezençon benannt, dem Erfinder des Eurovision Song Contest. Er wurde von Christer Björkman, dem damaligen Leiter der schwedischen Delegation, und Richard Herrey, der mit seinen Brüdern für Schweden den Eurovision Song Contest 1984 in Luxemburg gewann, ins Leben gerufen und erstmals beim Eurovision Song Contest 2002 in Tallinn verliehen.
Der Preis ist seit 2004 in drei Kategorien unterteilt:
- Presse-Preis – wird von den akkreditierten Journalisten an den besten Song verliehen.
- Künstler-Preis – wird von den Kommentatoren für die beste künstlerische Leistung verliehen.
- Komponisten-Preis – wird von einer Jury aus beteiligten Komponisten an die beste und originellste Komposition verliehen.

Der Künstler-Preis wurde vor dem Eurovision Song Contest 2010 nicht von den Kommentatoren verliehen, sondern von ehemaligen Eurovision-Song-Contest-Siegern. Diese Änderung erfolgte, weil es schwierig war, jedes Jahr genügend ehemalige Gewinner zur Mitwirkung beim Preis zu bewegen und auch nicht immer ehemalige Gewinner beim Eurovision Song Contest anwesend waren. Dagegen würden die Kommentatoren jedes Jahr den Contest sehr genau verfolgen und seien daher zur Wahl des besten Künstlers besonders gut geeignet.
Der Komponisten-Preis ersetzt seit dem Eurovision Song Contest 2004 den Fan-Preis, der 2002 in Tallinn und beim Eurovision Song Contest 2003 in Riga von Mitgliedern des internationalen Eurovision Fanclub OGAE im Stil der Eurovision-Punktevergabe ermittelt wurde.
Zusätzlich zum Komponisten-Preis wurde beim Eurovision Song Contest 2008 der Poplight-Fan-Preis verliehen. Für diesen Preis konnten Fans auf der schwedischen Website Poplight.se ihre Stimme für den besten Newcomer unter 25 Jahren abgeben.
Obwohl die Preise von der EBU anerkannt sind, werden sie nicht in der Final-Show selbst überreicht, sondern bis 2008 bei der offiziellen Aftershow-Party und seitdem kurz vor dem Finale im Backstage-Bereich.
Die Preise werden auch beim schwedischen Vorentscheid Melodifestivalen verliehen.

## Preisträger
In den Tabellen sind die ausgezeichneten Preisträger durch die Medaillenfarben Gold, Silber oder Bronze besonders hervorgehoben, wenn sie schon im Hauptwettbewerb einen der ersten drei Plätze belegten.

### Presse-Preis
Preis für den besten Song, gewählt durch die beim Contest akkreditierten Journalisten:
| Jahr | Land                   | Lied                                       | Künstler                           | Platz | Punkte | Ort        |
| ---- | ---------------------- | ------------------------------------------ | ---------------------------------- | ----- | ------ | ---------- |
| 2002 | Frankreich             | Il faut du temps (je me battrai pour ça)   | Sandrine François                  | 5.    | 104    | Tallinn    |
| 2003 | Türkei                 | Everyway That I Can                        | Sertab Erener                      | 1.    | 167    | Riga       |
| 2004 | Serbien und Montenegro | Lane moje (Лане моје)                      | Željko Joksimović                  | 2.    | 263    | Istanbul   |
| 2005 | Malta                  | Angel                                      | Chiara                             | 2.    | 192    | Kiew       |
| 2006 | Finnland               | Hard Rock Hallelujah                       | Lordi                              | 1.    | 292    | Athen      |
| 2007 | Ukraine                | Dancing Lasha Tumbai (Dancing Лаша Тумбай) | Verka Serduchka                    | 2.    | 235    | Helsinki   |
| 2008 | Portugal               | Senhora do mar (Negras águas)              | Vânia Fernandes                    | 13.   | 69     | Belgrad    |
| 2009 | Norwegen               | Fairytale                                  | Alexander Rybak                    | 1.    | 387    | Moskau     |
| 2010 | Israel                 | Milim (מילים)                              | Harel Skaat                        | 14.   | 71     | Oslo       |
| 2011 | Finnland               | Da Da Dam                                  | Paradise Oskar                     | 21.   | 57     | Düsseldorf |
| 2012 | Aserbaidschan          | When the Music Dies                        | Səbinə Babayeva                    | 4.    | 150    | Baku       |
| 2013 | Georgien               | Waterfall                                  | Sopo Gelowani & Nodiko Tatischwili | 15.   | 50     | Malmö      |
| 2014 | Österreich             | Rise Like a Phoenix                        | Conchita Wurst                     | 1.    | 290    | Kopenhagen |
| 2015 | Italien                | Grande amore                               | Il Volo                            | 3.    | 292    | Wien       |
| 2016 | Russland               | You Are the Only One                       | Sergei Lasarew                     | 3.    | 491    | Stockholm  |
| 2017 | Italien                | Occidentali’s Karma                        | Francesco Gabbani                  | 6.    | 334    | Kiew       |
| 2018 | Frankreich             | Mercy                                      | Madame Monsieur                    | 13.   | 173    | Lissabon   |
| 2019 | Niederlande            | Arcade                                     | Duncan Laurence                    | 1.    | 492    | Tel Aviv   |
| 2021 | Frankreich             | Voilà                                      | Barbara Pravi                      | 2.    | 499    | Rotterdam  |
| 2022 | Vereinigtes Königreich | Space Man                                  | Sam Ryder                          | 2.    | 466    | Turin      |
| 2023 | Schweden               | Tattoo                                     | Loreen                             | 1.    | 583    | Liverpool  |
| 2024 | Kroatien               | Rim Tim Tagi Dim                           | Baby Lasagna                       | 2.    | 547    | Malmö      |
| 2025 | Frankreich             | Maman                                      | Louane                             | 7.    | 230    | Basel      |

### Künstler-Preis
Preis für die beste künstlerische Leistung, gewählt von anwesenden früheren Eurovision-Song-Contest-Siegern:
| Jahr | Land         | Künstler         | Lied                     | Platz | Punkte | Ort      |
| ---- | ------------ | ---------------- | ------------------------ | ----- | ------ | -------- |
| 2002 | Schweden     | Afro-dite        | Never Let It Go          | 8.    | 72     | Tallinn  |
| 2003 | Niederlande  | Esther Hart      | One More Night           | 13.   | 45     | Riga     |
| 2004 | Ukraine      | Ruslana          | Wild Dances              | 1.    | 280    | Istanbul |
| 2005 | Griechenland | Elena Paparizou  | My Number One            | 1.    | 230    | Kiew     |
| 2006 | Schweden     | Carola           | Invincible               | 5.    | 170    | Athen    |
| 2007 | Serbien      | Marija Šerifović | Molitva (Молитва)        | 1.    | 268    | Helsinki |
| 2008 | Ukraine      | Ani Lorak        | Shady Lady               | 2.    | 230    | Belgrad  |
| 2009 | Frankreich   | Patricia Kaas    | Et s'il fallait le faire | 8.    | 107    | Moskau   |

Preis für die beste künstlerische Leistung, gewählt von den anwesenden Fernsehkommentatoren der vertretenen Sender:
| Jahr | Land          | Künstler           | Lied                 | Platz | Punkte | Ort        |
| ---- | ------------- | ------------------ | -------------------- | ----- | ------ | ---------- |
| 2010 | Israel        | Harel Skaat        | Milim (מילים)        | 14.   | 71     | Oslo       |
| 2011 | Irland        | Jedward            | Lipstick             | 8.    | 119    | Düsseldorf |
| 2012 | Schweden      | Loreen             | Euphoria             | 1.    | 372    | Baku       |
| 2013 | Aserbaidschan | Farid Mammadov     | Hold Me              | 2.    | 234    | Malmö      |
| 2014 | Niederlande   | The Common Linnets | Calm After the Storm | 2.    | 238    | Kopenhagen |
| 2015 | Schweden      | Måns Zelmerlöw     | Heroes               | 1.    | 365    | Wien       |
| 2016 | Ukraine       | Jamala             | 1944                 | 1.    | 534    | Stockholm  |
| 2017 | Portugal      | Salvador Sobral    | Amar pelos dois      | 1.    | 758    | Kiew       |
| 2018 | Zypern        | Eleni Foureira     | Fuego                | 2.    | 436    | Lissabon   |
| 2019 | Australien    | Kate Miller-Heidke | Zero Gravity         | 9.    | 285    | Tel Aviv   |
| 2021 | Frankreich    | Barbara Pravi      | Voilà                | 2.    | 499    | Rotterdam  |
| 2022 | Serbien       | Konstrakta         | In corpore sano      | 5.    | 312    | Turin      |
| 2023 | Schweden      | Loreen             | Tattoo               | 1.    | 583    | Liverpool  |
| 2024 | Schweiz       | Nemo               | The Code             | 1.    | 591    | Malmö      |
| 2025 | Frankreich    | Louane             | Maman                | 7.    | 230    | Basel      |

### Fan-/Komponisten-Preis
Fan-Preis der Mitglieder des internationalen Eurovision Fanclubs OGAE. Er wurde 2004 durch den Komponisten-Preis ersetzt, jedoch wurde zusätzlich dazu 2008 als Sonderpreis der Poplight-Fan-Preis verliehen (siehe oben).
| Jahr | Land     | Künstler          | Lied                   | Platz | Punkte | Ort     |
| ---- | -------- | ----------------- | ---------------------- | ----- | ------ | ------- |
| 2002 | Finnland | Laura Voutilainen | Addicted to You        | 20.   | 24     | Tallinn |
| 2003 | Spanien  | Beth              | Dime                   | 8.    | 81     | Riga    |
| 2008 | Armenien | Sirusho           | Qélé, Qélé (Քելե Քելե) | 4.    | 199    | Belgrad |

Komponisten-Preis für die beste oder originellste Komposition, gewählt durch am Contest beteiligte Komponisten:
| Jahr | Land                    | Lied                  | Komponist(en) Text (t) / Musik (m)                                                      | Künstler                  | Platz | Punkte | Ort        |
| ---- | ----------------------- | --------------------- | --------------------------------------------------------------------------------------- | ------------------------- | ----- | ------ | ---------- |
| 2004 | Zypern                  | Stronger Every Minute | Mike Konnaris (m & t)                                                                   | Lisa Andreas              | 5.    | 170    | Istanbul   |
| 2005 | Serbien und Montenegro  | Zauvijek moja         | Slaven Knezović (m) und Milan Perić (t)                                                 | No Name                   | 7.    | 137    | Kiew       |
| 2006 | Bosnien und Herzegowina | Lejla                 | Željko Joksimović (m), Fahrudin Pecikoza (t) und Dejan Ivanović (t)                     | Hari Mata Hari            | 3.    | 229    | Athen      |
| 2007 | Ungarn                  | Unsubstantial Blues   | Magdi Rúzsa (m) und Imre Mózsik (t)                                                     | Magdi Rúzsa               | 9.    | 128    | Helsinki   |
| 2008 | Rumänien                | Pe-o margine de lume  | Andrei Tudor (m), Andreea Andrei (t) und Adina Şuteu (t)                                | Nico & Vlad               | 20.   | 45     | Belgrad    |
| 2009 | Bosnien und Herzegowina | Bistra voda           | Aleksandar Čović (m & t)                                                                | Regina                    | 9.    | 106    | Moskau     |
| 2010 | Israel                  | Milim (מילים)         | Tomer Hadadi (m) und Noam Horev (t)                                                     | Harel Skaat               | 14.   | 71     | Oslo       |
| 2011 | Frankreich              | Sognu                 | Daniel Moyne (m), Quentin Bachelet (m), Jean-Pierre Marcellesi (t) und Julie Miller (t) | Amaury Vassili            | 15.   | 82     | Düsseldorf |
| 2012 | Schweden                | Euphoria              | Thomas G:son und Peter Boström (m & t)                                                  | Loreen                    | 1.    | 372    | Baku       |
| 2013 | Schweden                | You                   | Robin Stjernberg, Joy Deb, Linnea Deb und Joakim Harestad Haukaas (m & t)               | Robin Stjernberg          | 14.   | 62     | Malmö      |
| 2014 | Niederlande             | Calm After the Storm  | Ilse DeLange, JB Meijers, Rob Crosby, Matthew Crosby und Jake Etheridge (m & t)         | The Common Linnets        | 2.    | 238    | Kopenhagen |
| 2015 | Norwegen                | A Monster Like Me     | Kjetil Mørland (m & t)                                                                  | Mørland & Debrah Scarlett | 8.    | 102    | Wien       |
| 2016 | Australien              | Sound of Silence      | David Musumeci und Anthony Egizi (m & t)                                                | Dami Im                   | 2.    | 511    | Stockholm  |
| 2017 | Portugal                | Amar pelos dois       | Luísa Sobral (m & t)                                                                    | Salvador Sobral           | 1.    | 758    | Kiew       |
| 2018 | Bulgarien               | Bones                 | Borislav Milanov, Treyshun Campbell, Joacim Persson und Dag Lundberg (m & t)            | Equinox                   | 14.   | 166    | Lissabon   |
| 2019 | Italien                 | Soldi                 | Mahmood, Dardust (m & t) und Charlie Charles (m)                                        | Mahmood                   | 2.    | 465    | Tel Aviv   |
| 2021 | Schweiz                 | Tout l’univers        | Wouter Hardy, Nina Sampermans, Gjon Muharremaj (m & t) und Xavier Michel (t)            | Gjon’s Tears              | 3.    | 432    | Rotterdam  |
| 2022 | Schweden                | Hold Me Closer        | Cornelia Jakobs, David Zandén, Isa Molin (m & t)                                        | Cornelia Jakobs           | 4.    | 438    | Turin      |
| 2023 | Italien                 | Due Vite              | Marco Mengoni, Davide Petrella, Davide Simonetta (m & t)                                | Marco Mengoni             | 4.    | 350    | Liverpool  |
| 2024 | Schweiz                 | The Code              | Benjamin Alasu, Lasse Midtsian Nymann, Linda Dale und Nemo Mettler (m & t)              | Nemo                      | 1.    | 591    | Malmö      |
| 2025 | Schweiz                 | Voyage                | Zoë Kressler, Emily Middlemas und Tom Oehler (m & t)                                    | Zoë Më                    | 10.   | 214    | Basel      |